# Margarella whiteana
Margarella whiteana là một loài ốc biển, là động vật thân mềm chân bụng sống ở biển thuộc họ Trochidae, họ ốc đụn.

## Miêu tả
Độ dài vỏ lớn nhất ghi nhận được là 8.7 mm.

## Môi trường sống
Độ sâu nhỏ nhất ghi nhận được là 3 m. Độ sâu lớn nhất ghi nhận được là 28 m.